# Босна и Херцеговина на Летњим олимпијским играма 2024.
Босна и Херцеговина је учествовала на Летњим олимпијским играма 2024. у Паризу од 26. јула до 11. августа 2024. године. Ово је било укупно девето учешће босанскохерцеговачких спортиста на ЛОИ од стицања независности земље.

## Учесници по спортовима
| Спорт   | Мушкарци | Жене | Укупно |
| ------- | -------- | ---- | ------ |
| Пливање | 0        | 1    | 1      |
| 1 спорт | 0        | 1    | 1      |

## Пливање
Жене
| Пливачица  | Дисциплина  | Квалификације | Квалификације | Полуфинале | Полуфинале | Финале | Финале  |
| Пливачица  | Дисциплина  | Време         | Пласман       | Време      | Пласман    | Време  | Пласман |
| ---------- | ----------- | ------------- | ------------- | ---------- | ---------- | ------ | ------- |
| Лана Пудар | 100м делфин |               |               |            |            |        |         |
| Лана Пудар | 200м делфин |               |               |            |            |        |         |